# ハル・B・ウォリス
ハル・B・ウォリス（Hal B. Wallis, フルネーム: ハロルド・ブレント・ウォリス、Harold Brent Wallis, 1898年9月14日 - 1986年10月5日）は、アメリカ合衆国の映画プロデューサーである。

## 生涯
出生名エアロン・ブルーム・ウォロウィッツ（Aaron Blum Wolowicz）としてイリノイ州シカゴで生まれ、20代のころにカリフォルニア州ロサンゼルスへと移る。
ワーナー・ブラザースに入社し、1930年代より370作品以上にプロデューサーとしてクレジットされている。
プロデュース作品のいくつかはアカデミー作品賞にノミネートされており、『カサブランカ』（1943年）で受賞を果たしている。また、映画界への貢献が認められ、アービング・G・タルバーグ賞を2度受賞したほか、更にセシル・B・デミル賞も受賞している。
最後にプロデューサーとしてクレジットされた作品はジョン・ウェイン主演の西部劇『オレゴン魂』（1975年）であった。
1986年10月5日にカリフォルニア州ランチョミラージュで88歳で亡くなった。

## 主なフィルモグラフィ
- 化石の森 The Petrified Forest (1936)
- ロビンフッドの冒険 The Adventures of Robin Hood (1938)
- コメット・オーバー・ブロードウェイ Comet Over Broadway (1938)
- 汚れた顔の天使 Angels with Dirty Faces (1938)
- 愛の勝利 Dark Victory (1939)
- 彼奴は顔役だ! The Roaring Twenties (1939)
- ハイ・シェラ High Sierra (1941)
- ヨーク軍曹 Sergeant York (1941)
- マルタの鷹 The Maltese Falcon (1941)
- カサブランカ Casablanca (1942)
- 情熱の航路 Now, Voyager (1942)
- ヤンキー・ドゥードゥル・ダンディ Yankee Doodle Dandy (1942)
- 空軍/エア・フォース Air Force (1943)
- サラトガ本線 Saratoga Trunk (1945)
- 私は殺される Sorry, Wrong Number (1948)
- 雨を降らす男 The Rainmaker (1956)
- OK牧場の決斗 Gunfight at the O.K. Corral (1957)
- ベケット Becket (1964)
- 勇気ある追跡 True Grit (1969)
- 1000日のアン Anne of the Thousand Days (1969)
- クイン・メリー/愛と悲しみの生涯 Mary, Queen of Scots (1971)
- フォロー・ミー (1973)
- オレゴン魂 Rooster Cogburn (1975)